# Plecoptera tripalis
Plecoptera tripalis is een vlinder uit de familie spinneruilen (Erebidae). De wetenschappelijke naam is voor het eerst geldig gepubliceerd in 1863 door Wallengren.
De soort komt voor in tropisch Afrika.